# Daireaux

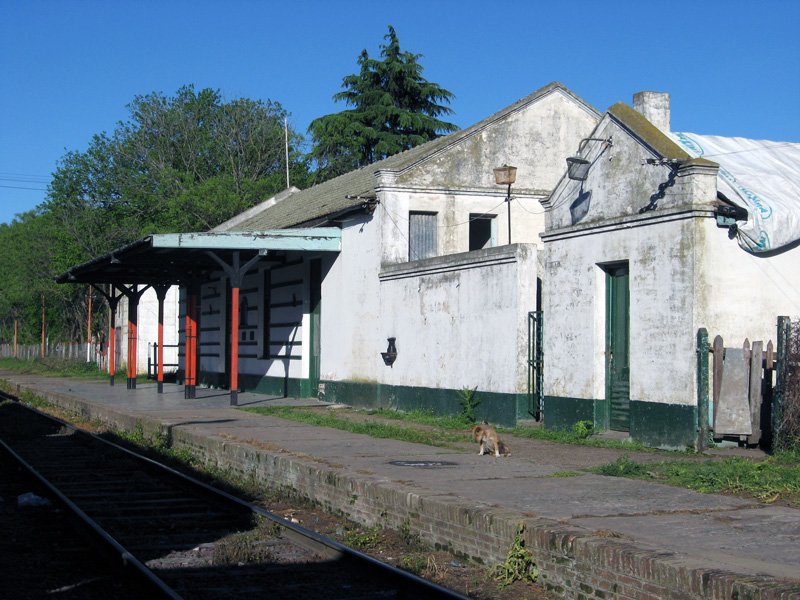
Bahnhof von Daireaux

Daireaux ist eine Stadt im Partido Daireaux der Provinz Buenos Aires in Argentinien.
Die Einwohnerzahl beträgt 12.122 (2010, INDEC).
Die Stadt liegt ca. 410 km  von Buenos Aires entfernt.

## Persönlichkeiten
- María Lourdes Carlé (* 2000), Tennisspielerin